# Olry Worms de Romilly
Pour les articles homonymes, voir Worms et Romilly.
Olry Worms de Romilly, né le 19 septembre 1759 à Sarrelouis et mort dans l'ancien 5e arrondissement de Paris le 7 mai 1849, est un banquier français, président du Consistoire central israélite de France de 1826 à 1843.

## Biographie
Olry Hayem Worms est le fils de Hayem Olry Worms (1730-1812) et de son épouse Keile Levy (1738-1805). 

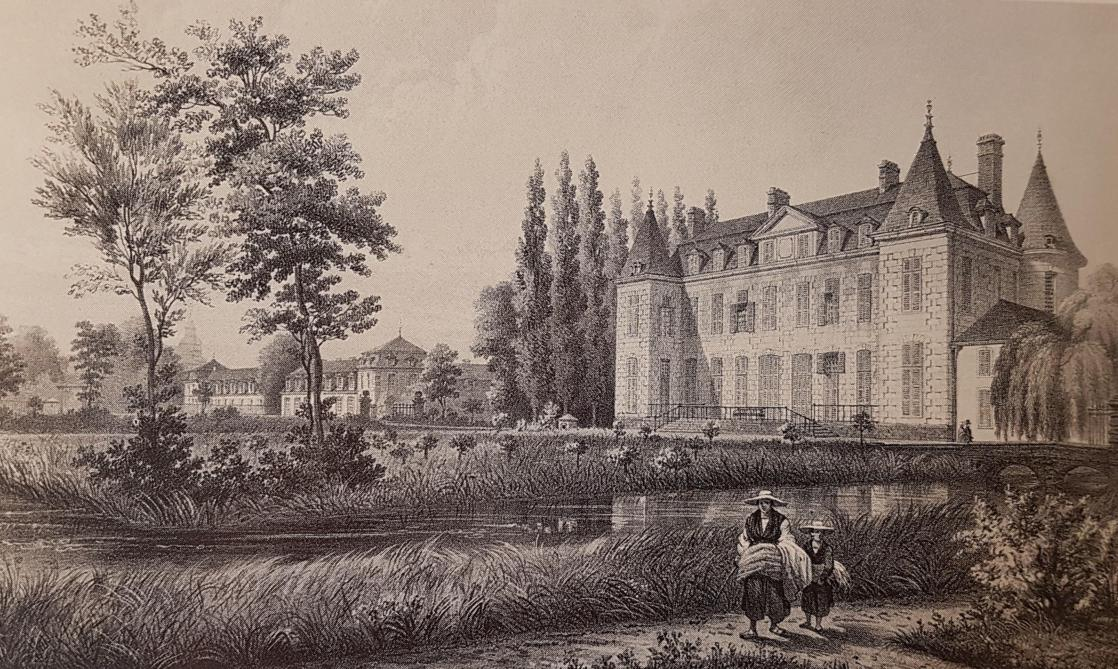
Château de Romilly-sur-Seine.

Installé comme banquier à Paris en 1790, il prend part à la fondation de la Caisse des comptes courants en 1796.
Il acquiert le château de Romilly-sur-Seine en 1797 (un château démoli dans le courant du XIXe siècle) et change son nom d’Olry Hayem Worms en "Olry Worms de Romilly".
Il est adjoint au maire du 5e arrondissement de Paris de 1801 à 1814 et membre du Collège électoral de la Seine à partir de 1807.
Worms de Romilly est président du Consistoire central israélite de France de 1826 à 1843.
Il acquiert l'hôtel de Sechtré en 1830.
Il épouse en premières noces Blimle Levy (1759-1784), puis en 1792 Flore Zacharie (1773-1821) avec qui il a six enfants, quatre fils et deux filles (une mariée au baron Maurice de Haber et l'autre à Abraham Gustave Rodrigues-Henriques).
Il est le grand-père de Félix Worms de Romilly et de Paul Worms de Romilly, l'ancêtre de l'époux de l'académicienne Jacqueline de Romilly et le frère de Léon Hayem Worms, arrière grand-père d'Hippolyte Worms, fondateur de la Banque Worms.

## Distinction
- Chevalier de la Légion d'honneur (27 juillet 1814)[2]